# Cour d'appel du Kentucky
La Cour d'appel du Kentucky est la juridiction d'appel située avant la Cour suprême du Kentucky. Avant un amendement de 1975 de la Constitution du Kentucky, la Cour d'appel du Kentucky était le seul tribunal d'appel dans le Kentucky.
La Cour d'appel est composée de 14 membres. Sept districts élisent chacun deux membres pour un mandat de huit ans. Les 14 juges choisissent un collègue pour servir de juge en chef pour un mandat de quatre ans. Le juge en chef actuel est Glenn E. Acree, depuis 2006.

## Composition
| Juge                         | District/Division          | Début du mandat |
| ---------------------------- | -------------------------- | --------------- |
| Glenn E Acree (Juge en chef) | 5th District, 2nd Division | 2006            |
| Christopher Shea Nickell     | 1st District, 1st Division | 2006            |
| Donna L. Dixon               | 1st District, 2nd Division | 2006            |
| Jeff S. Taylor               | 2nd District, 1st Division | 2003            |
| Kelly Thompson               | 2nd District, 2nd Division | 2006            |
| Michael Caperton             | 3rd District, 1st Division | 2008            |
| James H. Lambert             | 3rd District, 2nd Division | 2006            |
| Irvin G. Maze                | 4th District, 1st Division | 2012            |
| Denise M. Clayton            | 4th District, 2nd Division | 2007            |
| Laurance B. VanMeter         | 5th District, 1st Division | 2003            |
| Allison Jones                | 6th District, 1st Division | 2013            |
| Joy A. Moore                 | 6th District, 2nd Division | 2006            |
| Sara Walter Combs            | 7th District, 1st Division | 1994            |
| Janet L. Stumbo              | 7th District, 2nd Division | 2006            |